# Paratype basivitta
Paratype basivitta là một loài bướm đêm thuộc phân họ Arctiinae, họ Erebidae.